# Hattem
Hattem (baix alemany Attem) és un municipi de la província de Gelderland, al centre-oest dels Països Baixos. L'1 de gener del 2009 tenia 11.789 habitants repartits sobre una superfície de 24,20 km² (dels quals 1,13 km² corresponen a aigua). Limita al nord amb Zwolle i Kampen (Overijssel) i al sud amb Oldebroek i Heerde.

## Administració
El consistori consta de 15 membres, compost per:
- Partit del Treball, (PvdA) 5 regidors
- ChristenUnie, 4 regidors
- Crida Demòcrata Cristiana, (CDA) 3 regidors
- Partit Popular per la Llibertat i la Democràcia, (VVD) 2 regidors
- Fractie Castrop, 1 regidor

## Galeria d'imatges

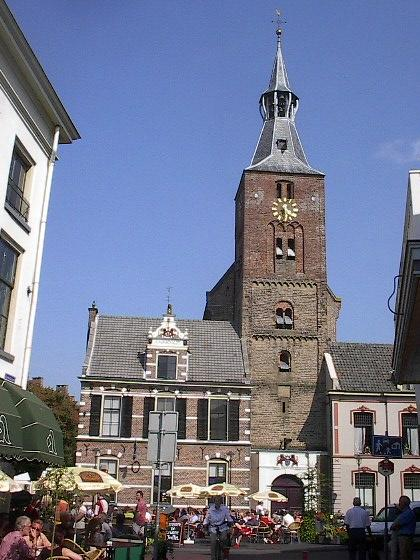
Església de Hattem
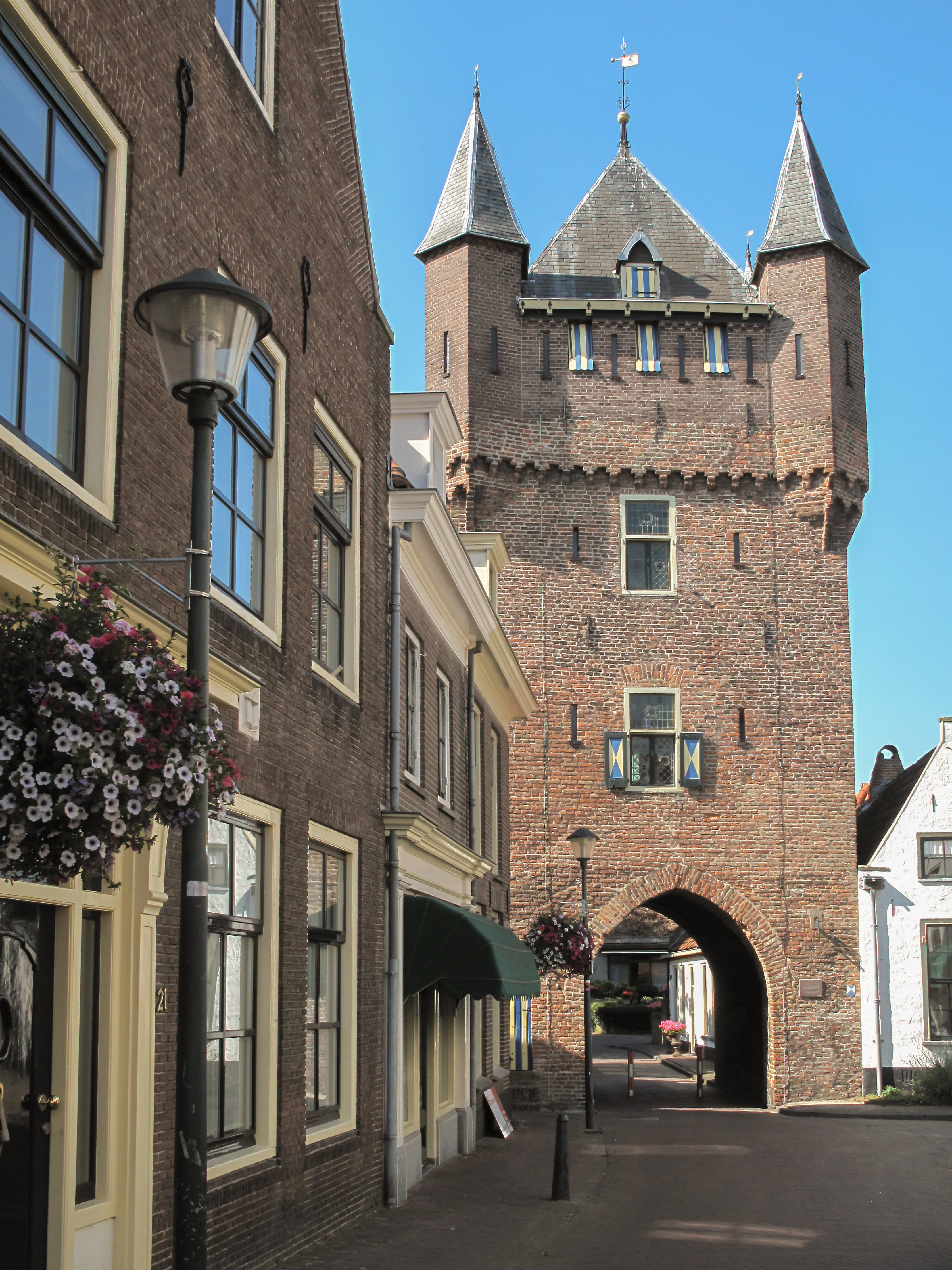
Portal de Hattem de Dijkpoort
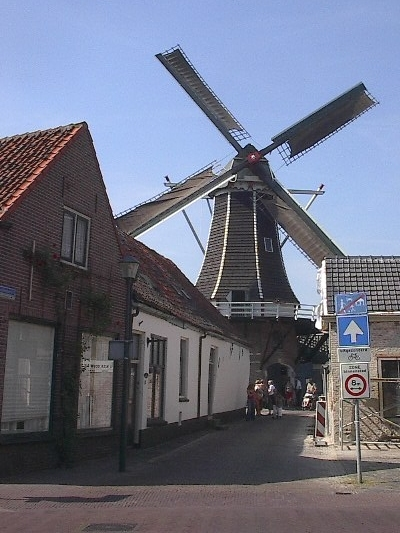
Molí De Fortuin

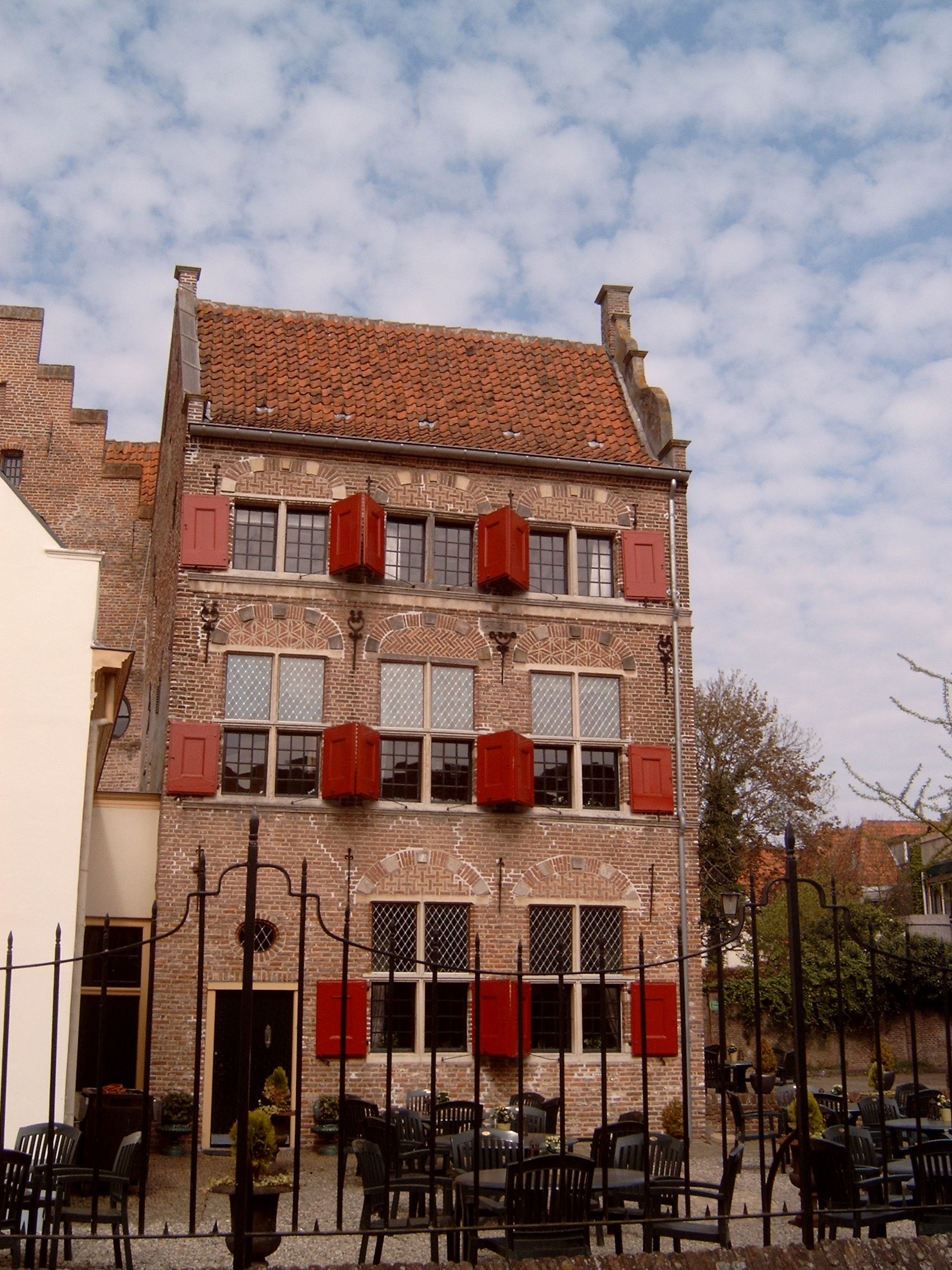
Casa de Herman Willem Daendels